# 부평도호부관아
부평도호부관아(富平都護府官衙)는 인천광역시 계양구, 인천부평초등학교에 있는 관아건물이다. 1982년 3월 2일 인천광역시의 유형문화재 제2호 부평도호부청사로 지정되었다가, 2019년 10월 7일 현재의 명칭으로 변경되었다.

## 개요
관아건물 중 하나로 부평부읍지에 의하면 중심업무를 보던 동헌, 관리나 외국사신이 묵던 숙박시설인 객사, 죄를 다스리던 포도청 등 수많은 건물이 있었다고 한다. 그러나 이곳에 초등학교를 세우면서 현재 건물을 제외한 대부분의 건물을 헐어버렸다. 지금 있는 건물은 원래 ㄱ자형이었으나 1968년 현재의 위치로 옮기면서 ㅡ자형으로 개조한 것이다.
이 건물은 예전 형태로 보아 동헌이나 현감의 살림채였던 내아로 추측한다. 규모는 앞면 6칸·옆면 2칸이며 지붕은 옆면에서 볼 때 여덟 팔(八)자 모양인 팔작지붕으로 되어있다. 가장 인상적인 것은 연못인데, 긴 돌을 이용해 단을 쌓고 네모 형태로 만들어 조선시대 연못의 전형적 모습을 보여주고 있다.
부평도호부 청사는 인천도호부를 능가하는 청사규모로서 잘 보존해야 할 문화재이다.

## 같이 보기
- 인천부평초등학교

## 참고 자료
- 부평도호부관사 - 국가유산청 국가유산포털